# Japewia
Japewia is een geslacht van korstmossen behorend tot de familie Ramalinaceae. De typesoort is Japewia tornoensis.

## Soorten
Volgens Index Fungorum telt het geslacht twee soorten (peildatum december 2021):
| Soortnaam           | Auteur(s)       | Publicatiejaar |
| ------------------- | --------------- | -------------- |
| Japewia subaurifera | Muhr & Tønsberg | 1990           |
| Japewia tornoensis  | (Nyl.) Tønsberg | 1990           |